# Burg Lucilinburhuc
Der Name Lucilinburhuc bezeichnet eine frühmittelalterliche Wehranlage auf dem heutigen Stadtgebiet der Stadt Luxemburg. Die Burg war der Stammsitz des Hauses Luxemburg, das im 14. Jahrhundert zum böhmischen Königs- und römisch-deutschen Kaiserhaus aufstieg. 

## Lage
Die Lucilinburhuc befindet sich in einer Höhe von rund 282 m auf dem so genannten „Bockfelsen“, den Graf Siegfried 963 erwarb.

## Geschichte
Sie wird in einer Urkunde erwähnt, welche den Tausch zwischen dem Ardennergrafen Siegfried und dem Kloster St. Maximin in Trier aus dem Jahre 963 dokumentiert. Aus dem Besitz des Klosters erhält der Graf den Bockfelsen gegen Ländereien in Feulen. 
In der historischen Urkunde wird ein castellum (befestigter Turm) erwähnt („...Castellum quod dicitur Lucilinburhuc“), außerdem ist von einem munitio (Erdwall) und einem trunci (Palisade) die Rede. Die luxemburgische Geschichtsschreibung ging daher noch bis in die 1970er Jahre davon aus, dass Siegfried eine mehr oder weniger vollwertige Wehranlage erstanden hätte. Allerdings war man sich weder über deren Aussehen noch über die Erbauer und den Standort im Klaren, was Anlass zu Spekulationen gab. Die populärste Version sah in Lucilinburhuc die Überreste eines römischen Wehrturmes, der zur Überwachung des Römerweges von Reims nach Trier diente und welcher sich auf dem Fischmarkt befand. Dieser wäre später im Auftrag des Klosters ausgebaut worden, um als Wehranlage angesichts der Normannen- und Ungarnüberfälle zu dienen. Archäologische Funde der frühen 1990er Jahre lieferten allerdings den Beweis, dass gegen Ende des dritten Jahrhunderts eine militärische Anlage römischen Ursprungs auf dem Bockfelsen stand, welche zwischen dem vierten und sechsten Jahrhundert ausgebaut wurde und eine, wahrscheinlich von Trier (Augusta Treverorum) abhängige, Garnison beherbergte.

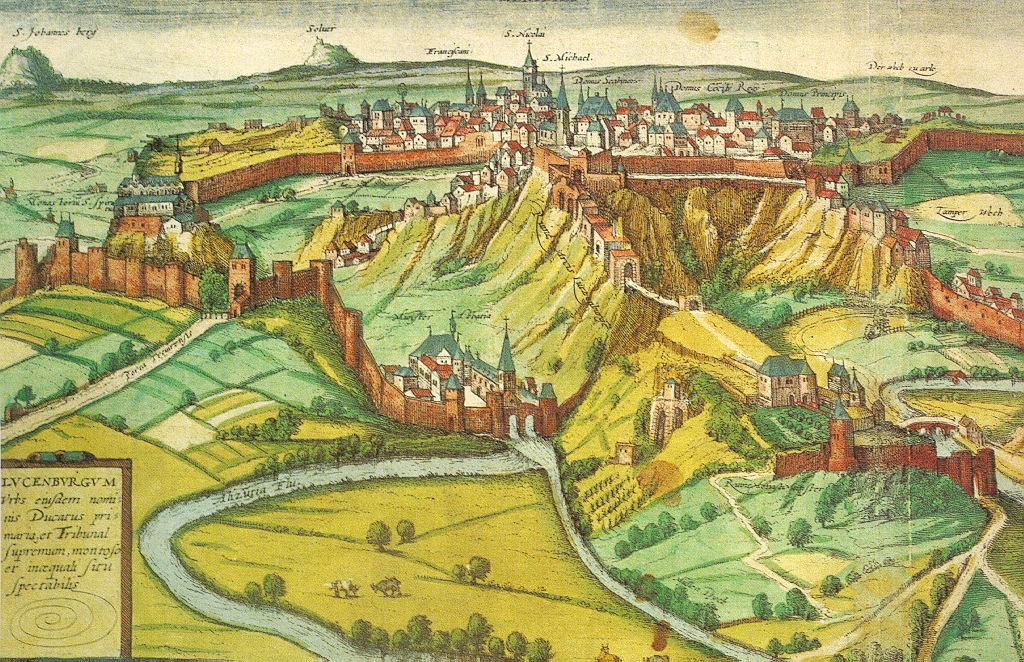
Der durch Kasematten befestigte Bockfels vor der Stadt Luxemburg (auf der ältesten Ansicht Luxemburgs von 1598). Die Burg Lucilinburhuc ist hier bereits nicht mehr zu erkennen; sie befand sich auf dem schmalen Felssporn in der Bildmitte.

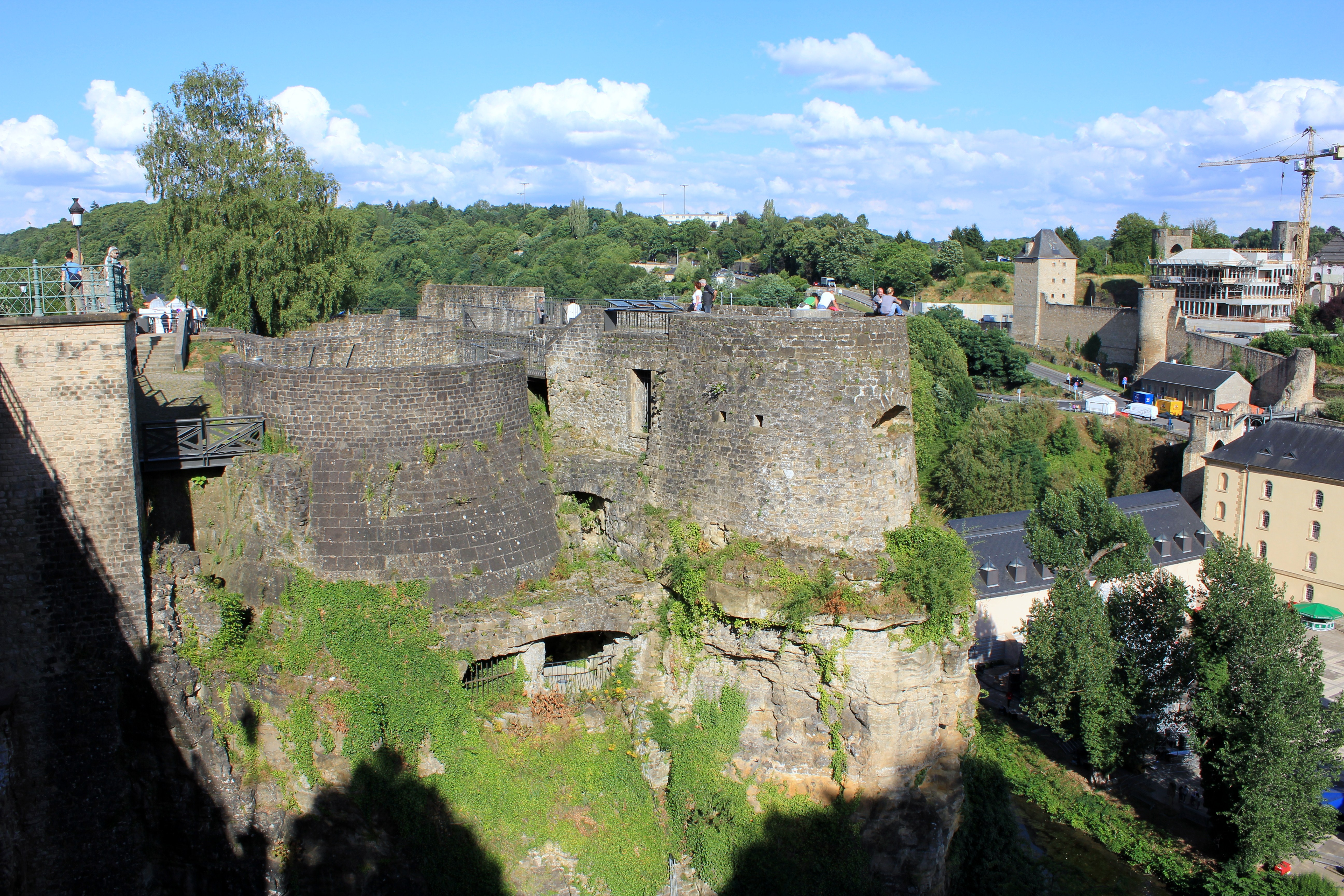
Links der (dunklere) Stumpf eines Rondellturms der mittelalterlichen Burg.

Im Jahre 1225 wird zum ersten Mal die Bezeichnung burgus Lucelenburgensis, bzw. opidum et castrum Luxelenburgensis erwähnt. Die Anlage stand auf einem langgestreckten Felssporn, dem Bockfels, um den sich das Flüsschen Alzette herumwindet. Es handelt sich um eine von zwei spornartig sich verjüngenden Fortsetzungen des felsigen Plateaus, auf dem die Altstadt von Luxemburg steht, die sich seit dem 10. Jahrhundert westlich der Burg entwickelt hat. Zur Stadtseite hin wurde das Burgplateau, dessen beide Längsseiten senkrecht abfallen, durch einen Halsgraben gesichert, der erst im Zuge des neuzeitlichen Festungsausbaues um weitere zwei Drittel bis auf das heutige Straßenniveau abgetäuft wurde. Im 10. Jahrhundert bestand die Burg wohl lediglich aus einem befestigten Holzturm mit Palisade und Brunnen. Später kamen eine Kapelle, ein Flankierungsturm und eine hölzerne Brücke über den Halsgraben hinzu. Im 13. Jahrhundert besaß die Burg ein stattliches turmartiges Tor mit zwei flankierenden Rondelltürmen. An den linken schloss sich im Burghof ein Bergfried an, an den rechten der Palas. Im hinteren Bereich des Burghofs befanden sich zwei kleinere Wohn- und Nutzbauten. Eine Ringmauer und eine Zwingermauer befestigten die Anlage. Zum rückwärtigen, über der Flussbeuge gelegenen Plateau wurde sie durch eine Schildmauer geschützt. 
Seit dem 14. Jahrhundert diente der Stammsitz des Hauses Luxemburg, welches seit 1308 vier deutsche Könige bzw. Kaiser und ab 1310 durch Erbschaft vier Könige von Böhmen stellte, nicht mehr als ständige Grafenresidenz. Nach dem Aussterben der Luxemburger Grafen in männlicher Linie 1437 mit Kaiser Sigismund fiel die Burg samt allen Besitzungen der Luxemburger westlich des Rheins an das Haus Burgund. Im 15. Jahrhundert wurde sie teilweise zerstört. Die Stadt hingegen hatte ab Ende des 10. Jahrhunderts und besonders unter Johann von Böhmen im 14. Jahrhundert eigene starke Umfassungsmauern erhalten. 
Beim Ausbau der Stadt zur Festung ab dem 16. Jahrhundert wurde der Bockfelsen ausgehöhlt und zahlreiche Kasematten mit Geschützstellungen eingebaut. Bei der Schleifung der luxemburgischen Festungsanlage, beginnend mit dem Jahr 1867, wurden die oberirdischen Teile der Festung geschleift. Die Kasematten unterhalb des Burgplateaus blieben erhalten und sind heute zu besichtigen. Von der mittelalterlichen Burg blieben lediglich der Stumpf des rechten der beiden stadtseitigen Flankierungstürme erhalten sowie die Ruine des Hohlen Zahns, eines rückseitigen Flankierungsturms der Schildmauer. 

## Namensherkunft

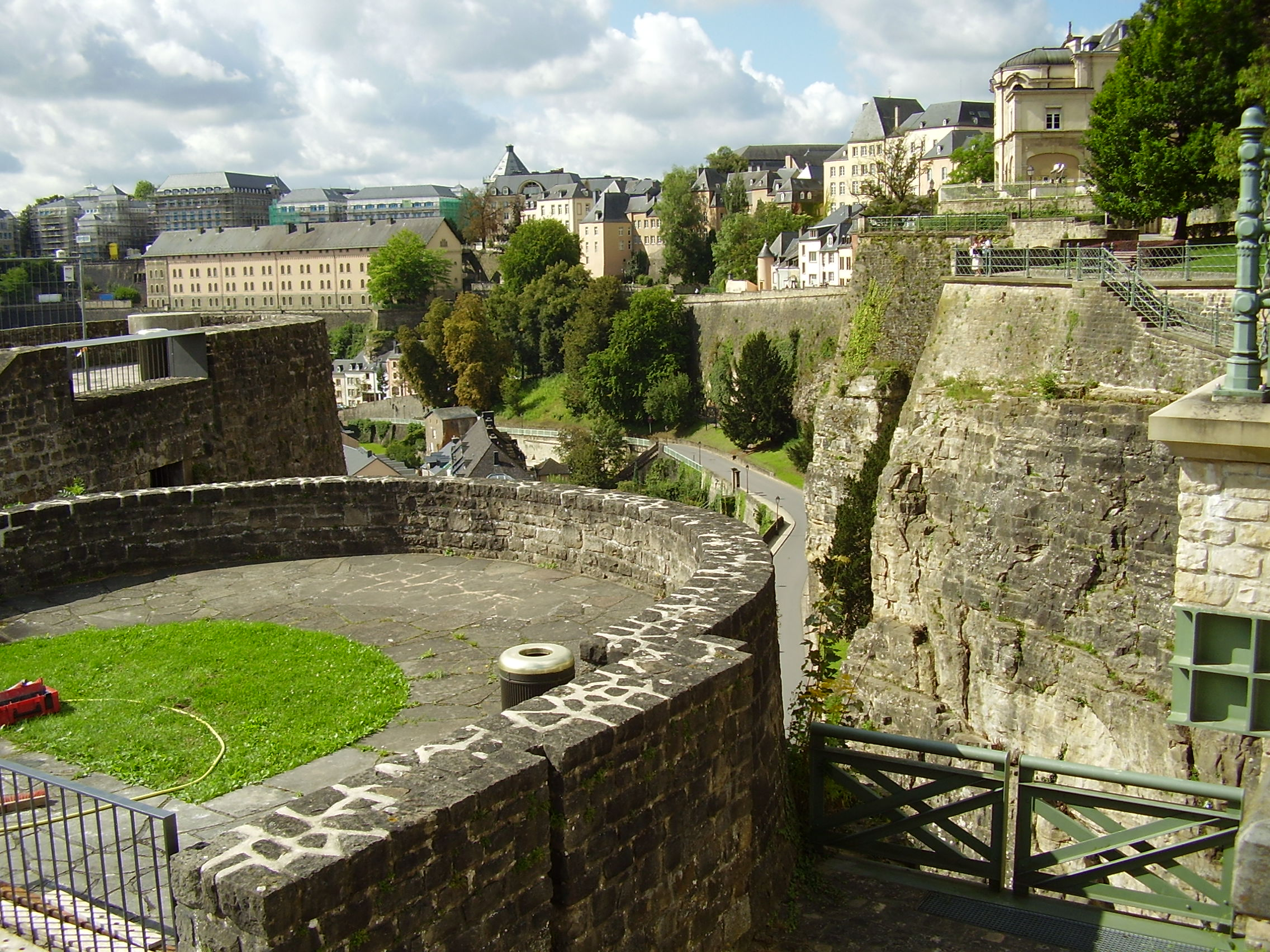
Der Zaun markiert den ursprünglichen Tordurchgang zur stadtseitigen Zugbrücke über den Halsgraben.

Die etymologische Herleitung des ersten Teils des Burgnamens (Lucilin-, Letze-, Luxen-), von dem sich auch der Name von Stadt und Land abgeleitet hat, scheint ungeklärt. Die wahrscheinlichste Bedeutung ist lëtzele buerg (kleine Burg), von „lützel“, ‚klein‘ (siehe: wikt:lützel). 
Ein anderer Vorschlag ist der Begriff „Letze“ für eine vorderste Grenzbefestigung, abgeleitet vom Verb „lasz“ im Sinne von etwas „zurückstehend machen, abhalten, hindern, hemmen […] zufügen eines körperlichen schadens, einer wunde“ (verletzen). Davon leitet sich auch die schweizerische Bezeichnung Letzi mit dem Plural Letzinen, für eine Talsperre ab.
Der zweite Teil, -burg, leitet sich von Burgus her, der germanischen Bezeichnung für ein Römisches Militärlager (Kastell). 